# باشکوه (فیلم ۱۹۷۳)
باشکوه (به فرانسوی: Le Magnifique) همچنین به عنوان مردی از آکاپولکو نیز شناخته می‌شود. یک فیلم سینمایی فرانسوی محصول سال ۱۹۷۳ با بازی جکلین بیسیت و ژان-پل بلموندو است.